# Lassie

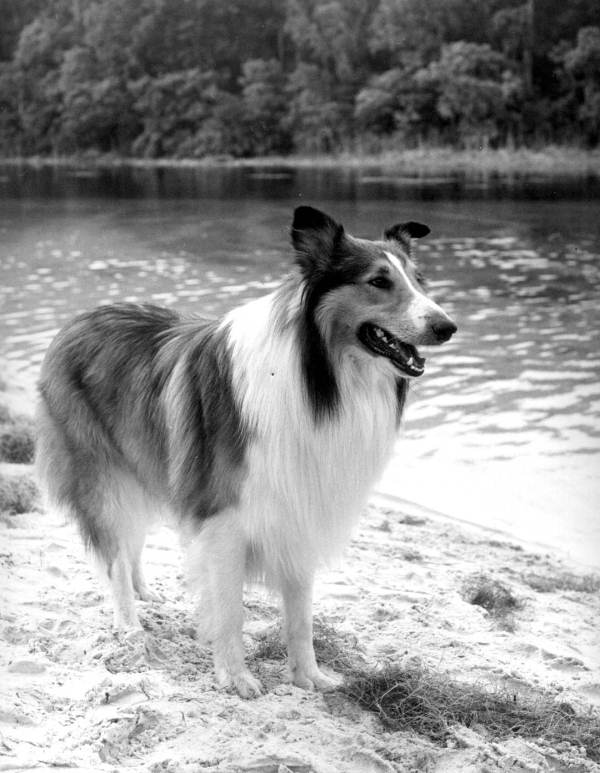
Lassie durante le riprese di un film in Florida, in una foto del 1965

Lassie (in italiano /ˈlɛssi/; in inglese [ˈlæsɪ]) è un personaggio immaginario creato da Eric Knight; è un cane femmina di razza Rough Collie, protagonista di una breve storia che venne poi estesa nel romanzo Torna a casa Lassie! pubblicato nel 1940, dal quale venne tratto nel 1943 un noto lungometraggio omonimo, Torna a casa, Lassie!, con un cane di nome Pal ad interpretare Lassie. Pal apparve in seguito, sempre con il nome d'arte Lassie, in altri sei lungometraggi della MGM fino al 1951. Il proprietario e formatore di Pal, Rudd Weatherwax, acquisì poi il nome Lassie e il marchio dalla MGM ed apparve con Pal (ancora come Lassie) in rodei, fiere e eventi simili in tutta l'America nei primi anni cinquanta; nel 1954 debuttò la serie TV Lassie, vincitrice di un Emmy e destinata ad essere realizzata per quasi vent'anni, nella quale comparvero i discendenti di Pal nella parte di Lassie. Il personaggio compare in trasmissioni radiofoniche, televisive, cinematografiche, serie televisive, cartoni animati, fumetti, romanzi e altri media, oltre ad essere soggetto di un vasto merchandising.
La fama di Lassie in Italia è stata tale che, per decenni, veniva popolarmente - ed impropriamente - definita "lassie" l'intera razza canina collie (o pastore scozzese). Il collie era già diventato popolarissimo nel Regno Unito nei primi anni del XX secolo, quando il regista e produttore Cecil M. Hepworth portò sullo schermo Blair, il cane di casa, che diventò protagonista di una serie di film dal grandissimo successo come Rescued by Rover, il più famoso tra tutti, dove il collie Rover salvava la sua padroncina rapita.

## Storia

### 1930-1940
Due anni dopo l'uscita del racconto, l'autore pubblicò Torna a casa Lassie!, fortunatissimo romanzo per ragazzi venduto in milioni di copie e tradotto in ben 26 lingue, tra cui l'italiano.
La storia racconta di una povera famiglia che per guadagnarsi qualche soldo vende Lassie, il collie (femmina) del figlio. Sia il cane sia il ragazzino soffrono di questa separazione, peggiorata quando il nuovo padrone porta Lassie nella sua casa di villeggiatura in Scozia. Comunque il coraggio e l'istinto del collie la portano a fuggire e il libro ne segue il disperato viaggio per ritornare dal ragazzo che ama.

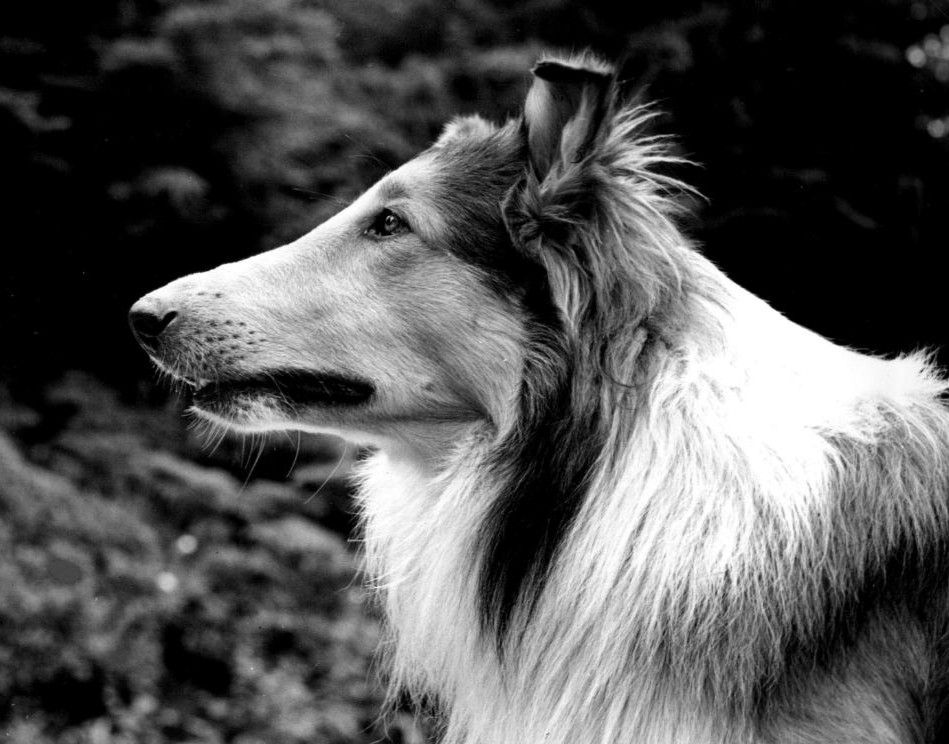
Lassie interpretato da Pal, in una foto del 1942

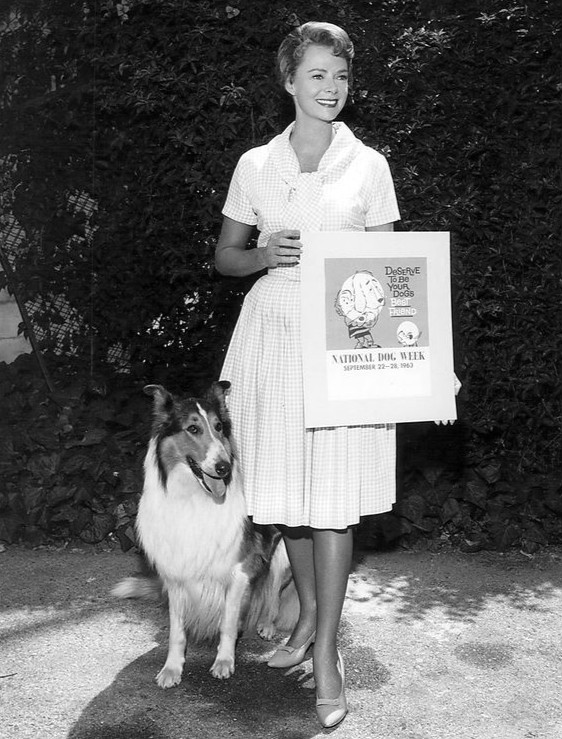
Lassie (Pal) insieme all'attrice June Lockhart (Ruth Martin), in una foto del 1963

In seguito nel 1943, la Metro Goldwyn Mayer acquistò i diritti per realizzarne un film, dove anche la morte dello sceneggiatore (si trattava di E. Knight, morto in un incidente aereo) non interruppe la prosecuzione delle riprese. Il film Torna a casa, Lassie! diretto da Fred M. Wilcox e interpretato da Elizabeth Taylor e Roddy McDowall venne distribuito nei cinema con un enorme successo.
La MGM volle proseguire il successo del film, realizzando negli anni '40 molti altri film con come protagonista il cane eroe: Nel 1945, Il figlio di Lassie con Peter Lawford e June Lockhart. L'anno dopo Il coraggio di Lassie (con Elizabeth Taylor, dal primo film), e cominciò il "Lassie Radio Show" (trasmesso fino al 1949).

### 1950-1990
Tra il 1954 e il 1973 fu realizzata negli Stati Uniti la longeva e famosa serie televisiva Lassie. In seguito, altre serie furono realizzate negli anni '80 e '90 da altre compagnie di produzione. Nel 1997 una compagnia di produzione canadese, Cinar Inc. (ora Cookie Jar Entertainment), produsse una terza serie televisiva per l'Animal Planet network negli USA e YTV in Canada.
Le varie serie hanno tutte un cast differente, ma i temi centrali del racconto rimangono sempre immutati.

### Dopo il 2000
Nel 2005 un remake dell'originale Lassie Come Home fu prodotto in Inghilterra e fu accolto calorosamente da critici come Michael Wilmington del Chicago Tribune, che lo ha giudicato "splendidamente interpretato".
Lassie è uno di soli tre animali (a parte i pochi animali fittizi, come Topolino e Bugs Bunny) ad aver ottenuto una stella sull'Hollywood Walk of Fame – le altre due star animali sono Rin Tin Tin e Strongheart. Nel 2005 il settimanale Variety lo ha inserito tra le "100 icone di tutti i tempi" ed era la sola star animale della lista.

## Filmografia

### Film
- Torna a casa, Lassie! (Lassie Come Home) (1943)
- Il figlio di Lassie (Son of Lassie) (1945)
- Il coraggio di Lassie (Courage of Lassie) (1946)
- Casa mia (Hills of Home) (1948)
- Primavera di sole (The Sun Comes Up) (1949)
- Il ritorno di Lassie (Challenge to Lassie) (1950)
- L'oro delle montagne (The Painted Hills) (1951)
- La più bella avventura di Lassie (The Magic of Lassie) (1978)
- Lassie  (1994)
- Lassie  (2005)
- Lassie, torna a casa (Lassie: Eine Abenteurliche Reise) (2020)
- Lassie - Una nuova avventura (Lassie - Ein neues Abenteuer) (2023)

### Film TV
- L'avventura in pallone (Lassie's Great Adventure) (1963)
- A Christmas Tail (Lassie's Gift of Love) (1963)
- La scomparsa di Lassie (Lassie - The Disappearance) (1963)
- Lassie e Silky (Lassie - The Wayfarers) (1964)
- Lassie e l'aquila (Lassie Look Homeward) (1965)
- Il lungo viaggio (Lassie - The Voyager) (1966)
- La casa degli Hanford (Hanford's Point) (1968)
- Conto alla rovescia (Lassie - Countdown) (1968)
- Lassie e Neeka (Lassie and Neeka) (1968)
- Le avventure di Neeka (Lassie: The Adventures of Neeka) (1968)
- Per amore di Lassie (Lassie: Well of Love) (1970)
- La strada del ritorno (Lassie - The Road Back) (1970)
- Missione di pace (Lassie: Peace Is Our Profession) (1972)
- La voce di Lassie (Lassie: Joyous Sound) (1972)
- Il miracolo di Lassie (Lassie: Joyous Sound - part 2) (1973)
- Una nuova casa per Lassie (Lassie: A New Beginning) (1978)

N.B: film TV tratti unendo episodi della serie classica.

### Serie televisive
- Lassie - serie TV (1954-1973)
- Lassie e la squadra di soccorso (Lassie's Rescue Rangers) - serie animata (1973)
- Lassie (The New Lassie) - serie TV (1989-1991)
- Lassie - serie TV (1997-1999)
- Meiken Lassie - serie anime (1996)
- Lassie - serie animata (2014)